# Omšenie
Omšenie es un municipio situado en el distrito de Trenčín, en la región de Trenčín, Eslovaquia. Tiene una población estimada, en junio de 2024, de 1834 habitantes.

## Demografía
| Año        | 1994 | 2004    | 2014    | 2024    |
| ---------- | ---- | ------- | ------- | ------- |
| Población  | 1928 | 1957    | 1996    | 1816    |
| Diferencia |      | +1,50 % | +1,99 % | −9,01 % |

| Año        | 2023 | 2024    |
| ---------- | ---- | ------- |
| Población  | 1836 | 1816    |
| Diferencia |      | −1,08 % |